# ليغا برو 1997-98
ليغا برو 1997-98 (بالبرتغالية: Liga de Honra de 1997–98‏) هو موسم من ليغا برو. فاز فيه يو دي ليريا.